# Kenneth Thompson (Eishockeyspieler)
Kenworthy James Thompson (* 29. Mai 1881 in Oakengates, Telford and Wrekin; † 25. November 1933 in Milwaukee, Wisconsin, USA) war ein britischer Eishockeyspieler, der während seiner aktiven Karriere zwischen 1913 und 1918 unter anderem für die Montreal Wanderers in der National Hockey League auf der Position des linkel Flügelstürmers spielte.

## Karriere
Thompson spielte zwischen 1913 und 1916 für diverse unterklassige Teams in der Region um Montreal, darunter die Montreal Shamrocks und die Universität Laval. Im Jahr 1916 schloss er sich den Montreal Wanderers aus der National Hockey Association an, mit denen er zur Saison 1917/18 der neu gegründeten National Hockey League beitrat und einmal für das Team auflief. Kurz nach dem Saisonstart mussten die Wanderers den Spielbetrieb letztlich aber einstellen, da ihre Spielstätte bei einem Feuer auf die Grundmauern abgebrannt war.
In der Folge beendete der gebürtige Engländer seine Karriere.